# الجبهة الديمقراطية المسيحية
الجبهة الديمقراطية المسيحية (بالبرتغالية: Frente Democrática Cristã‏) هو حزب سياسي صغير في ساو تومي وبرينسيب. فشل في الفوز بأي مقاعد في الجمعية الوطنية بعد الانتخابات التي أجريت في 26 مارس 2006.
دعم الحزب فراديك دي مينيزيس في الانتخابات الرئاسية في 30 يوليو 2006. أعيد انتخابه بنسبة 60.58٪ من الأصوات.
تم الإعلان عن اكتشاف مؤامرة انقلاب ضد مينيزيس، يُزعم تورط زعيم الحزب أرليسيو كوستا، في 12 فبراير 2009. تم القبض على كوستا وأكثر من 30 آخرين. 